# Danese Cooper
Danese Cooper   (19 de gener de 1959) és una programadora americana, programadora científica i defensora del programari de codi obert.

## Biografia
Cooper va dirigir equips a Symantec i Apple Inc. i durant sis anys va ser la cap de codi obert de Sun Microsystems abans de deixar-ho per a fer de directora sènior per l'estratègia de codi obert a Intel. En 2009 va treballar com a "Open Source Diva" a REvolution Computing (ara Revolution Analytics). És membre de la Junta del Drupal Association i de l'Associació de Maquinari del Codi obert. És una observadora del Consell de Mozilla, i és membre de l'Apache Software Foundation. Fou membre de la junta a la Iniciativa de Codi obert. En febrer 2014, Cooper es va unir a PayPal com a la seua primera Cap de Codi obert.

### Codi obert
Com a gran experta en l'àrea de codi obert del programari d'ordinadors s'ha guanyat el malnom de "Diva del Codi Obert". Fou reclutada, mentre era en un bar de sushi en Cupertino, per a un càrrec a Sun per treballar obrint el codi font a Java. Als sis mesos ella ho va deixar frustrada per les demandes de desenvolupament de codi obert amb Java que Sun feia, per trobar que poc "codi obert" es produïa. Sun va tractar de mantenir a Cooper entenent la seua necessitat de programari de codi obert i la va contractar de nou com a la seua agent corporativa de codi obert. Els seus sis anys amb Sun Microsystems l'acrediten com la clau en l'obertura de l'empresa en el codi font donant suport a la suite de programari de Sun OpenOffice.org, Oracle Grid Engine, entre d'altres. En 2009 es va unir a REvolution Computing, un "proveïdor de solucions analítiques predictives de codi obert", per treballar en la divulgació comunitària entre desenvolupadors desconeixedors del llenguatge de programació R i estratègies generals de codi obert. Ha fet també aparicions públiques per parlar dels aspectes del codi obert, intervenint a la Confederació Nacional d'Ordinadors de Malàisia Centre de Compatibilitat del Codi obert, OSCON, Expo gov2.0, i l'Expo sobre Linux de Califòrnia del sud. En 2005 Cooper va contribuir com a autora de Codi obert 2.0: L'Evolució contínua.

### Wikimedia Foundation
En febrer de 2010 Cooper va ser fitxada com a Directora en Tecnologia de la Wikimèdia Fundation, dirigint el seu equip tècnic i de desenvolupament i executant l'estratègia tècnica de la Fundació, juntament amb qui també treballa en la divulgació entre els voluntaris de Wikimedia per expandir el desenvolupament i localització del programari. Cooper atribueix a la comunitat de codi obert ajudant a obtenir la seua posició a Wikimedia. Va deixar l'organització al juliol de 2011.

### daneseWorks
En juny de 2011, Cooper va obrir una consultoria, daneseWorks, essent el primer client la Fundació Gates compartint aprenentatge col·laboratiu (ara anomenada inBloom). Actualment està ajudant numenta/nupic amb el seu codi obert & estratègia d'aprenentatge de la màquina.

## Vida personal
Danese Cooper va obtenir el seu High school diploma (certificat d'ensenyament secundari) a la Chadwick School i el seu Bachelor of Arts a la Universitat de Califòrnia, a Los Ángeles. En graduar-se va passar un temps al Marroc com a voluntària en el Peace Corps. Cooper dedica el seu temps al Cos de Pau per fomentar el seu desig de viatjar i fer tasques dins del món d'ajuda al desenvolupament per explorar política, educació i com el programari de codi obert pot "donar a certs nens una altra alternativa". Està casada amb un desenvolupador de programari i gaudeix de fer calça, cosa que fa sovint durant les reunions.